# Jar of Kingdom
Jar of Kingdom è il primo album in studio del gruppo progressive metal australiano Alchemist, pubblicato nel 1993.

## Tracce
1. Abstraction – 4:45
2. Shell – 4:12
3. Purple – 4:47
4. Jar of Kingdom – 5:59
5. Wandering and Wondering – 3:44
6. Found – 1:28
7. Enhancing Enigma – 5:15
8. Whale – 1:11
9. Brumal: A View From Pluto – 5:40
10. Worlds Within Worlds – 7:45

## Formazione
- Adam Agius − voce, chitarra, tastiere
- Rodney Holder − batteria, triangolo
- John Bray − basso
- Roy Torkington − chitarra
- Michelle Klemke – voce (2,6)

## Re-Release 99
Nel 1999 il gruppo ha pubblicato una riedizione del disco rimasterizzato con l'aggiunta di alcune tracce-demo registrate nel 1991.
Demo '91 tracks
1. Enhancing Enigma
2. Escapism
3. Imagination Flower
4. Womb Syndrome